# Monas Hieroglyphica
Ієрогліфічна монада (лат. Monas Hieroglyphica) — винайдений англійським езотеріком Джоном Ди(1527—1608) символ, який він описував у однойменній книзі 1564 року. Трактат складається з 24 "теорем", які описують взаємозв'язки між символом монади та іншими алхімічними знаками. 
Джон Ді задумав, щоб Монада включала в себе широкий спектр містичних і езотеричних концепцій. Цей складний символ мав символізувати єдність усього створіння під впливом астрологічних і планетарних сил. Ді вважав, що в ньому міститься суть алхімічної трансформації та духовного зростання. Медитуючи на Монаду, він думав отримати уявлення про приховані знання про всесвіт, долаючи мовні бар’єри та торкаючись глибоких істин. Загалом, намір Ді полягав у тому, щоб охопити свій взаємопов’язаний світогляд, поєднуючи елементи астрології, алхімії, містики та метафізики.